# アジアザリガニ科
アジアザリガニ科（アジアザリガニか、Cambaroididae）は、エビ目ザリガニ上科に属する、ザリガニの科である。旧分類ではアメリカザリガニ科のアジアザリガニ属とされていた。

## 分類
アジアザリガニ科には以下の6種が属する。
- ニホンザリガニ　Cambaroides japonicus
- チョウセンザリガニ Cambaroides similis
- シュクレンザリガニ Cambaroides schrenckii
- マンシュウザリガニ Cambaroides dauricus
- Cambaroides koshewnikowi
- Cambaroides wladiwostokiensis